# Kościół Najświętszego Imienia Maryi w Częstochowie
Kościół Najświętszego Imienia Maryi w Częstochowie – kościół rektoralny znajdujący się w Częstochowie, przy Alei Najświętszej Maryi Panny 56.

## Historia
Jest to dawna świątynia klasztoru Mariawitek. Została wybudowana w latach 1859–1861. W latach 1901–1905 kościół był zamknięty, po czym był używany jako szkolny, a następnie rektorski (od 13 listopada 1988).

## Architektura
Kościół jest budowlą neogotycką z kamienia i cegły, prostokątną, salową, strop posiada kasetonowe podziały z rozetami. Wewnątrz malowidła modernistyczne o regularnych układach podkreślające podziały architektoniczne z motywami stylizowanych kwiatów (słoneczników, ostów, maków, malw, bratków), pawich piór oraz monogramów Jezusa i Maryi. Z ciekawszych malowideł ściennych, to wielofigurowa kompozycja przedstawiająca lud polski pod sztandarem z Matką Bożą Częstochowską u stóp schodów rajskich, a w głębi śpiewające anioły, u szczytu zaś tronująca Najświętsza Maryja Panna z wizerunkiem Chrystusa na tarczy adorowana przez świętych polskich.

## Organy
Organy zostały zbudowane przez firmę Stefana Truszczyńskiego z Włocławka w 1936 roku. Z tego samego roku pochodzi ich neogotycki prospekt. Poprzedni instrument, który wybudował Józef Szymański w 1864, znajduje się obecnie w miejscowości Kolano.
Dyspozycja instrumentu:
| Manuał I        | Manuał II       | Pedał           |
| --------------- | --------------- | --------------- |
| 1. Pryncypał 8' | 1. Kryty 8'     | 1. Subbas 16'   |
| 2. Flet har. 8' | 2. Aeolina 8'   | 2. Oktawbas 8'  |
| 3. Wiola 8'     | 3. Vox coel. 8' | 3. Harmonika 8' |
| 4. Fugara 4'    | 4. Flet 4'      |                 |
|                 | 5. Flauto 2'    |                 |